# War Pigs
A War Pigs az angol Black Sabbath heavy metal stílusú dala. A dal az 1970-ben megjelentetett Paranoid nevű albumon található. Ez a szám a lemez nyitódala. Eredetileg ez a dal lett volna a lemez címadója is, azonban a vietnámi háború miatt ezt meg kellett változtatni. A dal neve eredetileg Walpurgis lett volna. A dal kiadatlan verziója megtalálható Ozzy Osbourne 1997-es válogatáslemezén, amely a The Ozzman Cometh nevet viseli. A Paranoid és az Iron Man után ez a Black Sabbath leghíresebb dala. Megtalálható rengeteg Sabbath-válogatáson.